# 11e Match des étoiles de la Ligue nationale de hockey
Match précédent Match suivant
Le 11e Match des étoiles de la Ligue nationale de hockey fut tenu le 5 octobre 1957 dans le domicile des Canadiens de Montréal, le Forum de Montréal.
Les Étoiles de la LNH l'emportèrent par la marque de 5 à 3 aux dépens des Canadiens.

## Effectif

### Étoiles de la LNH
- Entraîneur-chef : Milt Schmidt ; Bruins de Boston.

Gardiens de buts :
- 01 Glenn Hall ; Red Wings de Détroit.

Défenseurs :
- 03 Jim Morrison ; Maple Leafs de Toronto.
- 04 Red Kelly ; Red Wings de Détroit.
- 06 Marcel Pronovost ; Red Wings de Détroit.
- 14 Fern Flaman ; Bruins de Boston.
- 19 Allan Stanley ; Bruins de Boston.
- 24 Bill Gadsby ; Rangers de New York.

Attaquants
- 05 Andy Bathgate, AD ; Rangers de New York.
- 07 Ted Lindsay, AG ; Red Wings de Détroit.
- 08 Dick Duff, AG ; Maple Leafs de Toronto.
- 09 Gordie Howe, AD ; Red Wings de Détroit.
- 10 Alex Delvecchio, C ; Red Wings de Détroit.
- 11 Ed Litzenberger, AD ; Blackhawks de Chicago.
- 12 Réal Chèvrefils, AG ; Bruins de Boston.
- 15 Dean Prentice, AG ; Rangers de New York.
- 16 Rudy Migay, C ; Maple Leafs de Toronto.
- 17 George Armstrong, AD ; Maple Leafs de Toronto.
- 18 Don McKenney, C ; Bruins de Boston.

### Canadiens de Montréal
- Entraîneur-chef : Toe Blake.

Gardiens de buts
- 01 Jacques Plante.

Défenseurs :
- 02 Doug Harvey.
- 10 Tom Johnson.
- 11 Bob Turner.
- 17 Jean-Guy Talbot.
- 19 Dollard Saint-Laurent.

Attaquants :
- 04 Jean Béliveau, C.
- 06 Floyd Curry, AD.
- 08 Stan Smrke, AG.
- 09 Maurice Richard, AD.
- 12 Dickie Moore, AD.
- 14 Claude Provost, AD.
- 15 Bert Olmstead, AG.
- 16 Henri Richard, C.
- 18 Marcel Bonin, AG.
- 20 Phil Goyette, C.
- 22 Don Marshall, AG.
- 23 André Pronovost, AG.

## Feuille de match
| No | Score            | Équipe           | Buteur (Passeur(s))                | Temps            |                  |
| Première période | Première période | Première période | Première période                   | Première période | Première période |
| --- | ---------------- | ---------------- | ---------------------------------- | ---------------- | ---------------- |
| 1 | 1-0              | LNH              | Kelly                              | 1:06             |                  |
| 2 | 1-1              | Montréal         | M. Richard (H. Richard - Moore)    | 10:53            |                  |
| 3 | 2-1              | LNH              | Stanley (Prenticed - Migay)        | 19:55 DN         |                  |
| Pénalité : Migay (LNH) accroché 5:36 ; Talbot (Mtl) bâton élevé 14:25 Howe (LNH) accroché 15:55 ; Harvey (Mtl) retenu 16:05 ; Howe (LNH) interférence 19:14. |                  |                  |                                    |                  |                  |
| Deuxième période |                  |                  |                                    |                  |                  |
| 4 | 2-2              | Montréal         | Olmstead (Johnson)                 | 0:33 AN          |                  |
| 5 | 2-3              | Montréal         | Smrke (Bonin)                      | 9:13             |                  |
| 6 | 3-3              | LNH              | Bathgate (Litzenberger - Prentice) | 18:14            |                  |
| Pénalité : Talbot (Mtl) retenu 5:54 ; Chevrefils (LNH) accroché 12:36 ; Johnson (Mtl) retenu 18:59                                                           |                  |                  |                                    |                  |                  |
| Troisième période |                  |                  |                                    |                  |                  |
| 7 | 4-3              | LNH              | Howe (Chevrefils - Morrison)       | 8:11 AN          |                  |
| 8 | 5-3              | LNH              | Prentice (Bathgate - Litzenberger) | 16:50            |                  |
| Pénalité : Flaman (LNH) retenu 5:48 ; Olmstead (Mtl) rudesse 6:24 ; Flaman (LNH) interférence 9:46.                                                          |                  |                  |                                    |                  |                  |

Gardiens :
- LNH : Hall (60:00).
- Montréal : Plante (60:00).

Tirs au but :
- LNH (38) 14 - 12 - 12
- Montréal (32) 10 - 13 - 09

Arbitres : Red Storey
Juges de ligne : Doug Davis, William Morrison